# Ромул Генуэзский

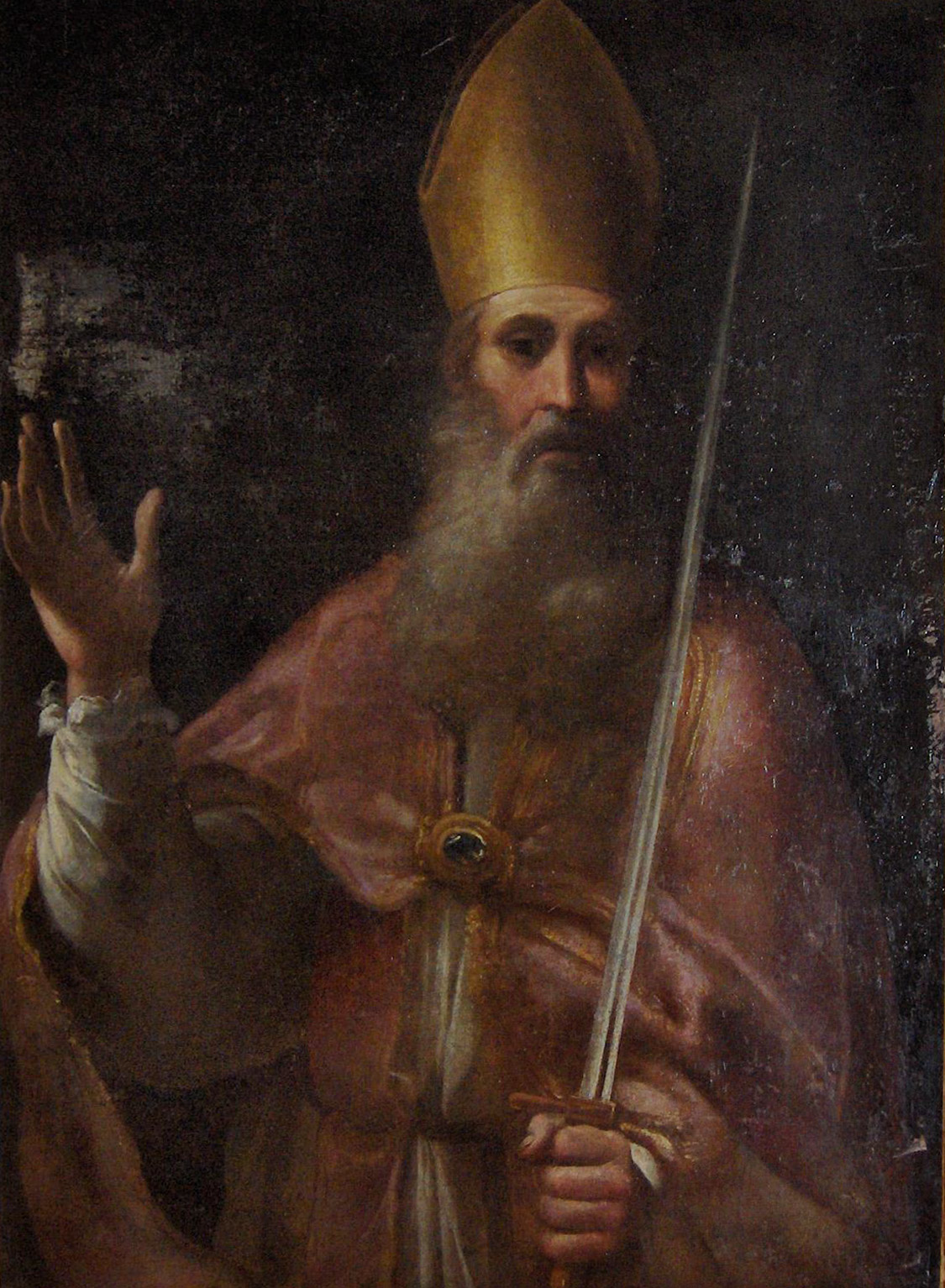

Ромул — епископ Генуэзский. Дни памяти — 6 ноября, 13 октября, 22 декабря.
Святой Ромул (Romulus), или Ремо (итал. Remo, Romolo), или Рему (лиг. Rœmu) был епископом Генуи во времена святого Сира. Даты его жизни неопределённы: так как Иаков Ворагинский в помянных списках, взятых с литургий, обычно ставит его четвёртым в знаменитом списке генуэзских епископов.[стиль] Он бежал из Генуи и больше никогда туда не возвращался. Он скончался в пещере, в которой жил в местечке Вилла Матуция (Villa Matutiæ), городе на Итальянской Ривьере, который впоследствии воспринял его имя и стал называться «Сан-Ремо» (с XV века).

## Почитание
В 876 году епископ Саббатин (Sabbatinus) перенёс останки святого в Геную, в храм святого Сира.
Так как к святому обращались с молитвой во время обороны Виллы Матути, его изображают в епископском облачении с мечом в руке.
Святого Ромула поминают 13 октября, в день его кончины, а также 22 декабря. В генуэзской епархии его также поминают 6 ноября вместе со святыми генуэзскими епископами Валентином и Феликсом.